# Andelos
Andelos è una città romana antica i cui resti si trovano presso la località di Muruzábal de Andión, nel comune spagnolo di Mendigorría (Navarra, Spagna).

## Storia
Nel sito sono presenti i resti di un insediamento celtiberico, datato al IV-III secolo a.C. La zona, situata lungo la via di penetrazione della valle dell'Ebro, fu interessata a partire dagli inizi del II secolo a.C. dall'arrivo dei Romani. A Gneo Pompeo Magno si deve la fondazione della vicina città di Pompaelo (Pamplona).
Gli Andelonenses sono citati da Plinio il Vecchio come stipendiarios (popolazione soggetta a tributo) appartenente al conventus di Cesaraugusta (Saragozza). Il geografo Claudio Tolomeo cita la città con il nome greco di Andelos, tra i centri dell'interno nel territorio dei Vascones (Baschi). Il territorio doveva estendersi sul medio corso del fiume Arga, affluente dell'Aragón.
Nel I secolo a.C. la città presenta abitazioni di tipo romano nella distribuzione degli ambienti e nelle decorazioni, con pavimenti in signino, uno dei quali conserva un'iscrizione in alfabeto iberico. Nel 74 d.C. l'editto di Vespasiano concesse ai centri iberici il titolo di civitas (città). Nel I e II secolo il centro si sviluppò con l'installazione di un complesso sistema di approvvigionamento idraulico e nel III secolo si ebbe un ulteriore impulso con la pavimentazione di alcune strade.
In epoca medievale la città sopravvisse e vi fu costruita nell'XI secolo una chiesa che dipendeva da Santa Maria di Pamplona. La città venne abbandonata intorno alla metà del XIV secolo, probabilmente come conseguenza della peste del 1348. I resti della città furono individuati nel XVII secolo dal padre gesuita José Moret y Mendi.

## Descrizione
La città raggiunse un'estensione di 18 ettari e si disponeva su un altopiano, con forte dislivello sul lato nord-orientale e digradante più dolcemente verso ovest con due gradoni. Erano presenti mura con funzione sia difensiva che di contenimento e due torri di difesa esterne, a nord-ovest e a sud-est.

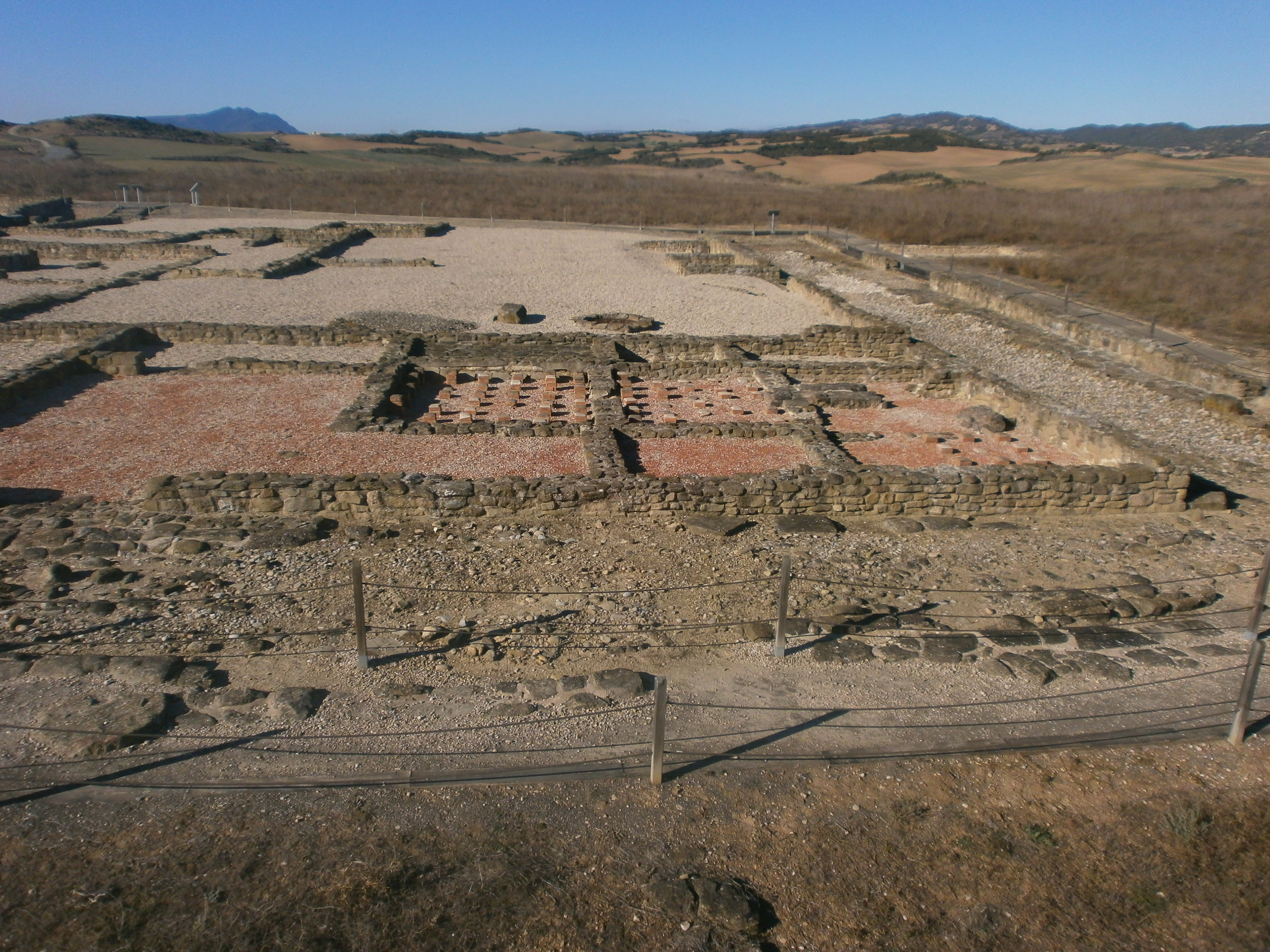
Scavi dell'area romana

I resti scavati comprendono due decumani e tre cardini, uno dei quali dotato di portici, che delimitano isolati rettangolari. Sul gradone superiore si trovava il settore residenziale con ampie case ed edifici pubblici come terme e taberne, mentre a sud-ovest si trovava il quartiere artigianale, che conserva magazzini e una fullonica.

### Acquedotto
L'approvvigionamento idrico della città avveniva per mezzo di un acquedotto realizzato nel I secolo e risistemato nel II. L'acqua veniva captata nella località di Puente del Diablo, dove sono stati rinvenuti resti di opere di contenimento. Da qui l'acqua passava in una cisterna scavata nel terreno (85 x 37 m, con capacità di circa 7000 m3). Un acquedotto con un canale in pietra e tubi in piombo, nel quale la pressione dell'acqua era assicurata da un sistema a sifone, giungeva fino alla città. Qui un castellum aquae, una costruzione con spesse mura in blocchi e rivestita internamente di tre strati di intonaco impermeabilizzante, costituita da un podio rettangolare sopra il quale si trovava il deposito coperto in origine a volta. Sul suo lato orientale una serie di bocche sembrano indicare la presenza di una fontana pubblica.